# Jan IV (metropolita kijowski)
Jan IV (zm. 1166 w Kijowie) – metropolita kijowski w latach 1164–1166.

## Życiorys
Metropolita Jan był z pochodzenia Grekiem. Do objęcia urzędu metropolity kijowskiego został wyznaczony w 1164 przez patriarchę Konstantynopola w celu niedopuszczenia do powrotu na urząd Rusina Klemensa Smolatycza, o co ubiegał się w Bizancjum wielki książę kijowski Rościsław I Michał. Książę zgodził się na objęcie godności metropolity przez Jana, chociaż był mu niechętny.
Wyświęcając w 1165 biskupa nowogrodzkiego Eliasza, Jan IV nadał mu godność arcybiskupią, czyniąc zatem każdego kolejnego hierarchę nowogrodzkiego drugim po metropolicie kijowskim prawosławnym duchownym na ziemiach ruskich (do tej pory pozycję tę zajmowali biskupi białogrodzcy). Metropolita Jan IV był również jednym z pierwszych zwierzchników metropolii kijowskiej, który używał tytułu metropolity kijowskiego i całej Rusi. Oficjalną sankcję tytuł ten zyskał jednak dopiero w okresie sprawowania urzędu przez metropolitę Cypriana.
Jan sprawował urząd metropolity do swojej śmierci w 1166.